# اندیس خاک صنعتی چامتک
اندیس خاک صنعتی چامتک یک اندیس غیرفلزی است که در حوالی شهر خرانق استان یزد قرار دارد و مادهٔ معدنی موجود در آن، خاک صنعتی است.سنگ میزبان این اندیس شیل و ماسه سنگ است و دیرینگی آن به دوران ژوراسیک می‌رسد. 